# Brekstad
Brekstad este o localitate din comuna Ørland, provincia Sør-Trøndelag, Norvegia, cu o suprafață de 1,77 km² și o populație de 1.943 locuitori (2013).